# Zakon Feniksa
Zakon Feniksa – tajna organizacja, pojawiająca się na łamach powieści J.K. Rowling o Harrym Potterze.

## Historia
Zakon Feniksa (ang. The Order of the Phoenix) to tajna organizacja założona przez Albusa Dumbledore’a, mająca na celu walkę z Lordem Voldemortem oraz jego zwolennikami, śmierciożercami. Powołana we wczesnych latach 70. XX wieku.
Wielu członków Zakonu zginęło, poświęcając się sprawie. Za sprawą Harry’ego Pottera − w Halloween 1981 roku − Voldemort stracił swoją moc. Działalność Zakonu została zawieszona. Dumbledore, przeczuwając jednak, że ich główny wróg może powrócić, nie rozwiązał całkowicie organizacji. Zakon został reaktywowany w czerwcu 1995 roku, gdy Voldemort odzyskał moc. Do dawnych członków Zakonu dołączyli nowi. W tym okresie celem Zakonu nie była bezpośrednia walka z Voldemortem i jego poplecznikami. Chodziło o niedopuszczanie do tego, by zyskał jeszcze większą moc. By zablokować dostęp „Sami–Wiecie–Komu” do przepowiedni profesor Trelawney. Także by uniemożliwić, bądź utrudnić zwerbowanie jak największej ilości nowych członków z różnych środowisk i infiltrowanie tych potencjalnie wrogich (Lupin u wilkołaków i Rubeus Hagrid u olbrzymów) lub neutralnych (Mundungus Fletcher w półświatku przestępczym). Zakon działał w podziemiu od czerwca 1995 do czerwca 1996, niezgodnie z prawem, wbrew rozporządzeniom Korneliusza Knota, ministra magii. Został zalegalizowany gdy sam Knot zobaczył Voldemorta na własne oczy w Ministerstwie Magii.
W czerwcu 1997 roku Zakon został pozbawiony przywódcy. Severus Snape zabił Albusa Dumbledore’a w bitwie na wieży astronomicznej. Tę rolę przejął Alastor „Szalonooki” Moody.
W lipcu 1997 roku Moody − następca zmarłego dyrektora − został strącony z miotły przez Lorda Voldemorta podczas transportu Pottera z domu Dursley'ów. Spadł z dużej wysokości, ginąc na miejscu.
Kolejnym koordynatorem grupy został Kingsley Shacklebolt.
Zakon został niemal doszczętnie rozbity w okresie od sierpnia 1997 roku. Między innymi z powodu przejęcia Ministerstwa Magii przez Voldemorta i nałożenia zaklęcia Namiaru na wyraz „Voldemort” oraz rosnącej przewagi liczebnej śmierciożerców nad członkami Zakonu. Mimo to jego członkowie powrócili do Hogwartu w maju 1998 roku na sygnał, że Harry ponownie zjawił się w szkole. Udzielili pomocy Potterowi w jego starciu z Tomem Marvolo Riddle w bitwie o Hogwart. Zmaganie, okupione olbrzymimi stratami, zakończyło się niepodważalnym zwycięstwem Zakonu i gruntowną przebudową wartości i struktury świata czarodziejów. Shacklebolt został nowym ministrem magii.

## Członkowie
| L.P. | Postać                       | Członek podczas                              | Członek podczas                        | Koniec członkostwa |
| ---- | ---------------------------- | -------------------------------------------- | -------------------------------------- | --- |
| L.P. | Postać                       | pierwszej wojny czarodziejów (ok. 1970–1981) | drugiej wojny czarodziejów (1995–1998) | Koniec członkostwa |
| 1    | Syriusz Black                | T                                            | T                                      | zamordowany, przez Bellatrix Lestrange w czerwcu 1996 roku |
| 2    | Edgar Bones                  | T                                            | N                                      | zabity wraz z żoną i dziećmi przez śmierciożerców w 1981 roku |
| 3    | Caradoc Dearborn             | T                                            | N                                      | zaginął sześć miesięcy po zrobieniu fotografii całego Zakonu, zabity przez śmierciożerców w 1980 lub 1981 roku                                                                                       |
| 4    | Dedalus Diggle               | T                                            | T                                      | Śmierć Voldemorta w maju 1998 roku (brak konkretnych danych odnośnie do postaci) |
| 5    | Elfias Doge                  | T                                            | T                                      | Śmierć Voldemorta w maju 1998 roku (brak konkretnych danych odnośnie do postaci) |
| 6    | Aberforth Dumbledore         | T                                            | T                                      | brał udział w bitwie o Hogwart w maju 1998 i ją przeżył |
| 7    | Albus Dumbledore             | T                                            | T                                      | Zamordowany, na własne polecenie, przez Severusa w czerwcu 1997 roku |
| 8    | Benio Fenwick                | T                                            | N                                      | został wysadzony na kawałki przez śmierciożerców około 1980 / 1981 roku |
| 9    | Arabella Figg                | [ 7 ]                                        | T                                      | Śmierć Voldemorta w maju 1998 roku (brak konkretnych danych odnośnie do postaci) |
| 10   | Mundungus Fletcher           | T                                            | T                                      | Śmierć Voldemorta w maju 1998 roku (brak konkretnych danych odnośnie do postaci) |
| 11   | Rubeus Hagrid                | T                                            | T                                      | brał udział w bitwie o Hogwart w maju 1998 i przeżył |
| 12   | Alicja Longbottom            | T                                            | N                                      | Torturowani zaklęciem „crucio” w 1981 roku, tuż po upadku Voldemorta, przez Bellatrix, jej męża i Bertemiusza Crouch Juniora. Przebywają, pozbawieni zmysłów i wspomnień, w Szpitalu Świętego Munga. |
| 13   | Frank Longbottom             | T                                            | N                                      | Torturowani zaklęciem „crucio” w 1981 roku, tuż po upadku Voldemorta, przez Bellatrix, jej męża i Bertemiusza Crouch Juniora. Przebywają, pozbawieni zmysłów i wspomnień, w Szpitalu Świętego Munga. |
| 14   | Remus Lupin                  | T                                            | T                                      | brał udział w bitwie o Hogwart w maju 1998, zamordowany w jej trakcie przez Antonina Dołohowa |
| 15   | Minerwa McGonagall           | T                                            | T                                      | brała udział w bitwie o Hogwart w maju 1998 i przeżyła |
| 16   | Marlena McKinnon             | T                                            | N                                      | zamordowana przez Voldemorta w 1980 / 1981 roku. |
| 17   | Dorcas Meadowes              | T                                            | N                                      | zamordowana przez Voldemorta w 1980 / 1981 roku. |
| 18   | Alastor „Szalonooki” Moody   | T                                            | T                                      | zamordowany przez Voldemorta w lipcu 1997 roku a ciała nie znaleziono |
| 19   | Peter Pettigrew              | T                                            | N                                      | przeszedł na stronę Voldemorta w 1981 roku zmarł w kwietniu 1998 roku uduszony własną srebrną ręką                                                                                                   |
| 20   | Sturgis Podmore              | T                                            | T                                      | Śmierć Voldemorta w maju 1998 roku (brak konkretnych danych odnośnie do postaci) |
| 21   | James Potter                 | T                                            | N                                      | zamordowani przez Voldemorta 31 października 1981 roku |
| 22   | Lily Potter z domu Evans     | T                                            | N                                      | zamordowani przez Voldemorta 31 października 1981 roku |
| 23   | Fabian i Gideon Prewett      | T                                            | N                                      | W 1981 on i jego brat zostali zaatakowani przez pięciu śmierciożerców. Zamordowani przez Antonina Dołohowa                                                                                           |
| 24   | Severus Snape                | T                                            | T                                      | dołączył do zakonu na krótko przed upadkiem Czarnego Pana w październiku 1981 roku zamordowany przez Nagini 2 maja 1998 roku                                                                         |
| 25   | Emelina Vance                | T                                            | T                                      | Zamordowana przez śmierciożerców w czerwcu lub lipcu 1996 roku |
| 26   | Hestia Jones                 | N                                            | T                                      | Śmierć Voldemorta w maju 1998 roku (brak konkretnych danych odnośnie do postaci) |
| 27   | Kingsley Shacklebolt         | N                                            | T                                      | brał udział w bitwie o Hogwart w maju 1998, którą przeżył |
| 28   | Nimfadora Lupin z domu Tonks | N                                            | T                                      | brał udział w bitwie o Hogwart w maju 1998, zamordowana, przez Bellatrix Lestrange |
| 29   | Molly Weasley z domu Prewett | N                                            | T                                      | brała udział w bitwie o Hogwart w maju 1998, którą przeżyła |
| 30   | Artur Weasley                | N                                            | T                                      | brał udział w bitwie o Hogwart w maju 1998, którą przeżył |
| 31   | William „Bill” Weasley       | N                                            | T                                      | brał udział w bitwie o Hogwart w maju 1998, którą przeżył |
| 32   | Charlie Weasley              | N                                            | T                                      | brał udział w bitwie o Hogwart w maju 1998, którą przeżył |
| 33   | Olimpia Maxime               | N                                            | [ 1 ]                                  | Śmierć Voldemorta w maju 1998 roku (brak konkretnych danych odnośnie do postaci) |
| 34   | Ciotka Muriel                | T                                            | T                                      | Śmierć Voldemorta w maju 1998 roku (brak konkretnych danych odnośnie do postaci) |
| 35   | Ted Tonks                    | N                                            | T                                      | złapany przez bandę szmalcowików pod przewodnictwem Fenrira Greybacka i stracony |

### Edgar Bones
Edgar Bones – zabity wraz z żoną i dziećmi przez śmierciożerców podczas pierwszej wojny czarodziejów. Edgar Bones był bratem Amelii Bones. Jego siostrzenica, Susan Bones, należała do Hufflepuffu i była na tym samym roku co Harry Potter.

### Caradoc Dearborn
Caradoc Dearborn – zaginął podczas pierwszej wojny czarodziejów, prawdopodobnie zabity przez śmierciożerców.

### Dedalus Diggle
Dedalus Diggle – po raz pierwszy spotkał Harry’ego Pottera na mugolskiej ulicy. Harry nie wiedział wtedy jeszcze, że jest czarodziejem, więc określił Diggle’a mianem „dziwnego człowieka w fioletowym cylindrze”. Drugi raz spotkali się w Dziurawym Kotle w Londynie gdzie Dedalus przedstawił się Harry’emu. Dedalus po raz pierwszy został wspomniany przez Minerwę McGonagall w rozmowie z profesorem Dumbledorem, gdy zostawili Harry’ego niemowlę pod drzwiami Petunii Dursley. Diggle był częścią straży przedniej, która pomogła Harry’emu w opuszczeniu domu Dursleyów 14 lat później, w piątym tomie. W ostatnim tomie serii pomagał zabrać Dursleyów w chronione miejsce. Po przełamaniu ochronnego zaklęcia śmierciożercy zniszczyli jego dom.

### Elfias Doge
Elfias „Psichuch” Doge – przyjaciel Albusa Dumbledore’a. W czasach szkoły przezywali go „Psichuch” (ang. Dogbreath). Doge w wieku 11 lat spotkał Albusa Dumbledore’a w czasie pierwszego dnia w Hogwarcie. Przechodził smoczą ospę, a Dumbledore pomagał w tym czasie. On i Albus mieli razem wyruszyć w podróż po zakończeniu Hogwartu. Niestety zmarła matka Albusa, Kendra, przez co Albus został głową i jedynym żywicielem rodziny. Elfias wyruszył sam w podróż i wysyłał Albusowi listy o tym co mu się przytrafiło, m.in. uszedł z życiem chimerom w Grecji oraz był przy eksperymentach egipskich alchemików. Gdy wrócił, zastał Albusa zmienionego, rzadko się odzywającego i nie wspominającego o swojej rodzinie. Doge myślał, że tak się stało przez śmierć siostry Albusa, Ariany. Po śmierci Albusa, Elfiasowi bardzo brakowało jego przyjaźni. W Proroku Codziennym znalazł się artykuł Wspomnienia o Albusie Dumbledorze, napisany przez Doge’a (7 tom). Był na ślubie Billa i Fleur. Harry rozmawiał z nim (przemieniony za pomocą eliksiru wielosokowego), lecz przerwała im ciotka Muriel. Zginął po weselu Billa i Fleur.

### Aberforth Dumbledore
Aberforth Dumbledore (ur. 1884) – brat Albusa Dumbledore’a – około 3 lata starszego i dużo bardziej uzdolnionego od niego. Albus mówił nawet, że nie jest pewien czy Aberforth potrafi czytać. Z tego powodu pozostawał on zwykle w cieniu swojego brata.
Przeszłość
Aberforth był opiekunem swojej młodszej siostry Ariany, ale pokłócił się z Albusem oraz jego przyjacielem, Gellertem Grindelwaldem, w wyniku czego zmarła. Na jej pogrzebie Aberforth złamał swojemu bratu nos. W pewnym momencie Aberforth został barmanem w Gospodzie pod Świńskim Łbem w wiosce Hogsmeade. Kiedy Tom Riddle wrócił do Hogwartu, aby ubiegać się o stanowisko nauczyciela obrony przed czarną magią, Albus wspomniał o tutejszym barmanie, który powiedział mu o znajomych Riddle'a, którzy często przebywali w gospodzie. Gdy wybuchła pierwsza wojna czarodziejów, Aberforth przystąpił do Zakonu Feniksa, aby walczyć przeciw Lordowi Voldemortowi i jego śmierciożercom. Aberforth w 1975 roku wyrzucił ze swojego baru Mundungusa Fletcher z zakazem powrotu. W 1979 roku nakrył Severusa Snape’a jak podsłuchał Sybillę Trelawney i pierwszą część jej przepowiedni przekazywanej jego bratu, Albusowi. W Czarze Ognia wspomina natomiast, że Aberforth został aresztowany za stosowanie niewłaściwych zaklęć na kozach. W biografii Dumbledore’a mieszkaniec Doliny Godryka wspomniał go jako nadpobudliwca rzucającego kozim łajnem.
Działalność
Aberforth jest barmanem, którego Harry widział w „Gospodzie Pod Świńskim Łbem” w Hogsmeade, co przyznała Rowling w wywiadzie.
W 5. tomie, Aberforth obsłużył kilkunastu uczniów Hogwartu, gdy przyszli do jego gospody obmyślić zręby przyszłej organizacji pod nazwą „Gwardia Dumbledore’a”.
W 6. tomie roku spotkał się z Mundungusem Fletcherem poza Trzema Miotłami. Mundungus sprzedał mu skradzione lusterko dwukierunkowe po zmarłym Syriuszu, skradzione z Grimmauld Place 12. Aberforth używał go, aby obserwować Harry’ego, który miał drugą część lusterka. Aberforth pojawił się także na pogrzebie swojego brata.
W 7 tomie, wysłał Zgredka do Dworu Malfoyów, aby ocalić schwytane trio. Tylko dzięki lusterku, które zakupił od Mundungusa. Po tym jak oni deportowali się w Hogsmeade, próbował przekonać czyhających na nich śmierciożerców, że patronus Harry’ego (jeleń) jest jego własnym, podczas gdy w rzeczywistości patronus Aberfortha przybrał postać kozy. Odegrał ważną rolę pozwalając ruchowi oporu używać sekretnego przejścia ze Świńskiego Łba do Pokoju Życzeń przez portret Ariany. Według Neville’a, to samo przejście było używane przez członków Gwardii Dumbledore’a, aby zdobywać jedzenie, gdy mieszkali w Pokoju Życzeń. Aberforth wyjawił też trójce bohaterów kilka faktów dotyczących historii rodziny Dumbledore’ów. Na krótko przed Bitwą o Hogwart pomógł on też tłumom niepełnoletnich uczniów ewakuować się ze szkoły przez Świński Łeb. Pomimo cynizmu Aberfortha w stosunku do Zakonu Feniksa szybko przyłączył się on do walki i był ostatnim, który widział Augustusa Rookwooda. Zgodnie z tym, co powiedziała Rowling, Aberforth przeżył batalię i jest ciągle barmanem pubu Pod Świńskim Łbem i zajmuje się kozami.

### Benio Fenwick
Benio Fenwick – rozerwany na kawałki podczas pierwszej wojny czarodziejów zaklęciem śmierciożerców. Tylko kilka kawałków jego ciała zostało odzyskane.

### Arabella Figg
Arabella Doreen Figg, znana jako pani Figg – charłak. W filmie w jej rolę wciela się Kathryn Hunter.
Pani Figg obserwowała poczynania Harry’ego, gdy ten przebywał u wujostwa. Ma obsesję na punkcie swoich kotów (Maleństwa, Śnieżki, Pazurka i Czubatka), których zdjęcia pokazywała młodemu Potterowi, gdy tylko Dursleyowie wyjeżdżali z miasta i zostawiali go pod jej opieką. Ma siwe włosy związane siateczką. Zawsze nosi sznurkową torbę i kapcie w kratkę.
Jest jedyną znaną Harry’emu osobą, która kontaktowała się z Albusem Dumbledore’em w świecie mugoli. W Zakonie Feniksa potwierdziła, że widziała, jak Harry i Dudley zostali zaatakowani przez dementorów, przez co była świadkiem na przesłuchaniu Pottera w budynku Ministerstwa Magii po tym, jak użył on zaklęcia Patronusa. Należy do Zakonu Feniksa.

### Mundungus Fletcher
Mundungus Fletcher to drobny złodziejaszek i spekulant. Kiedyś Dumbledore ocalił go z kłopotów, przez to stał się mu niezmiernie lojalny. Członek Zakonu Feniksa na tyle cenny, że był źródłem informacji krążących w przestępczym półświatku. Zazwyczaj handlował kradzionymi rzeczami. Ma specyficzne poczucie humoru i jest nieodpowiedzialny. Zagrał go Andy Linden.
W 5. tomie na jego zmianie Harry’ego dopadli dementorzy, przez co Molly Weasley i Arabella Figg były na niego wściekłe. Pomagał Fredowi i George’owi Weasleyom w zdobywaniu produktów do ich wynalazków. Nadal też obserwował Harry’ego, m.in. gdy odwiedził gospodę Pod Świńskim Łbem, gdzie uczniowie Hogwartu założyli „Gwardię Dumbledore’a”.
W 6 tomie opisane jest spotkanie z Harrym, w towarzystwie Rona i Hermiony, podczas którego Harry dowiaduje się, że Mundungus handluje sztućcami i innymi rzeczami skradzionymi z domu Blacków. Dom ten po śmierci Syriusza (ojca chrzestnego Harry’ego) należał do młodego Pottera. Aresztowano go i zesłano do Azkabanu za podszywanie się pod inferiusa.
W 7 tomie skonfundowany przez Snape’a, zaproponował członkom Zakonu Feniksa, aby użyli eliksiru wielosokowego, tak aby było kilku Potterów, co utrudni pościg za tym właściwym w czasie opuszczania przez Harry’ego Privet Drive 4, wraz z uzyskaniem pełnoletności. Nieświadomie oddał jeden z horkruksów Dolores Umbridge, aby nie zesłała go do Azkabanu.

### Alicja Longbottom
Alicja Longbottom (nazwisko panieńskie nieznane) – była aurorem i należała do Zakonu Feniksa. Jej mężem był Frank Longbottom a teściową Augusta Longbottom. Mieli syna Neville’a. Miała okrągłą, miłą twarz, była pulchna i wesoła. Krótko po zniknięciu Voldemorta, grupka śmierciożerców (Bellatrix Lestrange, jej mąż Rudolf, jego brat Rabastan oraz Barty Crouch Jr.) porwała ją i jej męża, w przekonaniu, że wiedzą oni, gdzie przebywa Czarny Pan.
Longbottomowie byli tak długo torturowani przez nich zaklęciem Cruciatus, że utracili zmysły. Przebywają w Klinice Magicznych Chorób i Urazów Szpitala Świętego Munga na sali urazów pozaklęciowych. Neville razem z zajmującą się nim babcią od strony ojca, odwiedza rodziców w czasie wakacji. Alicja, mimo że nie rozpoznaje syna, po każdej wizycie daje mu papierki po gumie Drooblesa.

### Frank Longbottom
Frank Longbottom – był aurorem i członkiem Zakonu Feniksa. Miał matkę Augustę, żonę Alicję i syna Neville’a. Krótko po zniknięciu Voldemorta, czwórka śmierciożerców (Bellatrix Lestrange, jej mąż Rudolf, jego brat Rabastan oraz Barty Crouch Jr.) porwała Longbottoma i jego żonę w przekonaniu, że wiedzą oni, gdzie ukrywa się Voldemort.
Alicja i Frank byli tak długo torturowani przez nich zaklęciem Cruciatus, że utracili zmysły. Oboje przebywają w Klinice Magicznych Chorób i Urazów Szpitala Świętego Munga na oddziale urazów pozaklęciowych. Ich synem zajęła się matka Franka – Augusta.

### Remus Lupin
Remus John „Lunatyk” Lupin (10 marca 1960 – 2 maja 1998) – czarodziej i wilkołak, fikcyjna postać z książek o Harrym Potterze. Jego rodzice nazywają się Lyall Lupin i Hope Lupin (z d. Howell).
Członek paczki Huncwotów. Jego oczy są zielone, w młodości miał jasnobrązowe włosy, jednak gdy uczył w Hogwarcie, przeplatały się już z siwizną na skutek życiowych problemów. W 1971 rozpoczął naukę w Hogwarcie, a Tiara Przydziału przydzieliła go do Gryffindoru. W roku 1975 został prefektem i pełnił tę funkcję do 1977 roku. Na jego widok boginy zmieniają się w księżyc w pełni – najbardziej przerażające Remusa zjawisko, gdyż podczas pełni następuje jego bolesna przemiana w wilkołaka i staje się groźny dla otoczenia.
Dzieciństwo
Kiedy miał 4 lata, ukąsił go wilkołak Fenrir Greyback, który w ten sposób chciał dopełnić zemsty na ojcu Lupina, który podczas przesłuchiwania go wyrażał się niepochlebnie o wilkołakach (twierdził, że te istoty nie mają prawa bytu i powinno się je zabijać). Greyback, w ramach zemsty, zwołał kilku innych czarodziejów (również chorych na likantropię) i postanowił zniszczyć to co dla Lyalla Lupina najdroższe. W nocy włamał się do pokoju dziecięcego Lupinów z zamiarem zabicia Remusa, jednak sprowadzony hałasami ojciec przegnał wilkołaka. Niestety, Greyback zostawił po sobie „pamiątkę” w postaci ukąszenia. Od tamtej pory, co miesiąc, o pełni księżyca Remus przemieniał się w pragnącego ludzkiej krwi wilkołaka. Rodzice za wszelką cenę starali się odnaleźć lekarstwo, lecz żadne nie istniało. Remus był przerażony perspektywą niezaakceptowania go w Hogwarcie, jednak nowy dyrektor szkoły, Albus Dumbledore, zezwolił mu na naukę, uprzednio zastosowawszy specjalne środki bezpieczeństwa. Na terenie Hogwartu posadzono wierzbę bijącą – miała ona zagradzać wejście do tunelu prowadzącego do Wrzeszczącej Chaty, w której ukrywał się podczas przemiany. W przetrzymaniu tego trudnego okresu pomagali mu przyjaciele – James Potter, Syriusz Black i Peter Pettigrew, którzy zostali nielegalnymi animagami na piątym roku, aby móc bezpiecznie towarzyszyć choremu Lupinowi. Wilkołak nie atakował zwierząt, więc pod tą postacią było to bardziej bezpieczne. Przyjaciele całą paczką włóczyli się po szkole odkrywając nowe tajne przejścia i wyjścia ze szkoły. Razem z nimi stworzył Mapę Huncwotów – magiczną mapę Hogwartu, wskazującą nie tylko poszczególne miejsca w zamku i tajne przejścia, ale także poruszających się po nich ludzi. Razem z Jamesem, Syriuszem i Peterem założył słynną paczkę Huncwotów – największych dowcipnisiów w szkole.
Nauczanie w Hogwarcie
Remus Lupin był nauczycielem obrony przed czarną magią (ang. Defence Against the Dark Arts) podczas trzeciego roku pobytu Harry’ego Pottera w Szkole Magii i Czarodziejstwa Hogwart. Właśnie od profesora Lupina Harry nauczył się rzucać Zaklęcie Patronusa. Harry uważał go za specjalistę w tej dziedzinie i to jemu, jako przyjacielowi ojca i matki zwierzał się ze swoich problemów na trzecim roku nauki w Szkole Magii i Czarodziejstwa Hogwart.
Wilkołactwo
Przydomek Lupina to Lunatyk (ang. Moony), co może kojarzyć się z wilkołactwem Lupina oraz z jego nazwiskiem. „Lupus” z łaciny oznacza „wilk”, a słowo „luna” znaczy „księżyc”. Jego nazwisko i przydomek można też powiązać z nocnymi wędrówkami z przyjaciółmi. Kiedy Severus Snape rozgłosił, iż Lupin jest wilkołakiem, ten ostatni, spodziewając się protestów rodziców uczniów, porzucił posadę profesora. W 5 tomie dowiadujemy się, że działa w Zakonie Feniksa.
Znamy tylko jedną misję Remusa – na polecenie Dumbledore’a przebywał w kryjówce wilkołaków, aby powstrzymać ich przed przyłączeniem się do Lorda Voldemorta i nakłonienie do przejścia na stronę dobra.
Rodzina
Pod koniec 6 tomu żeni się z Nimfadorą Tonks, która także należy do Zakonu Feniksa i jest metamorfomagiem (potrafi zmieniać swój zewnętrzny wygląd). W 7 tomie Nimfadora zachodzi z nim w ciążę. Początkowo Lupin jest załamany tą wiadomością i postanawia porzucić rodzinę, uchylić się od odpowiedzialności. Uważa, że wilkołaki nie powinny się – jak sam mówi – rozmnażać. Uważa, że z takiego związku może urodzić się tylko wilkołak. Przeraża go wizja krzywdy, jaką uczynić może swojemu jeszcze nienarodzonemu dziecku. Po kłótni z Harrym zrozumiał swój błąd i pozostaje przy Tonks. Dora rodzi mu syna. Nazywają go Ted Remus Lupin, na cześć ojca Nimfadory, Teda Tonksa, zamordowanego przez śmierciożercę w 7 tomie. Chrzestnym małego Teddy’ego zostaje Harry Potter.
Śmierć
W 7 tomie ginie w Bitwie o Hogwart wraz ze swoją żoną, osieracając w ten sposób małego Teda. Początkowo Remus ma iść walczyć, Nimfadora natomiast pozostać z synkiem, jednak nie mogąc znieść bezczynności Tonks biegnie na odsiecz mężowi. Remus wraz z Jamesem, Lily i Syriuszem ukazuje się Harry’emu Potterowi jako zjawa. Joanne Rowling ujawniła na czacie z czytelnikami, że Remusa zabił Antonin Dołohow, śmierciożerca.
Etymologia
Remus – brat legendarnego założyciela Rzymu, wychowywany przez wilczycę; nawiązanie do dolegliwości Lupina. W 7 tomie Lupin został nazwany w czarodziejskim radiu Potterwarta Romulusem, a tak właśnie się nazywał brat Remusa, założyciel Rzymu.
Lupin – nazwisko wymyślone przez J.K. Rowling, pochodzące od łacińskiego wyrazu „lupus”, czyli „wilk”; także nawiązuje do choroby spowodowanej ugryzieniem przez wilkołaka.

### Marlena McKinnon
Marlena McKinnon – zabita przez śmierciożerców razem z jej całą rodziną.

### Dorcas Meadowes
Dorcas Meadowes – czarownica należąca do Zakonu Feniksa w czasie pierwszej wojny czarodziejów. Pojawia się na zdjęciu pierwszych członków Zakonu Feniksa. Voldemort zabił ją osobiście.

### Alastor Moody
Alastor „Szalonooki” Moody (ang. Alastor „Mad-Eye” Moody) – jeden z bohaterów serii książek Harry’ego Pottera. Moody był aurorem na emeryturze oraz członkiem założonego przez Albusa Dumbledore’a Zakonu Feniksa. Był bardzo nerwowy, ciągle obawiał się, że ktoś go chce zabić. W walkach stracił oko i nogę, a także kawałek nosa. W związku z tym posiadał drewnianą protezę i magiczne oko, dzięki któremu może patrzeć przez obiekty, a także dookoła siebie (nawet do tyłu, przez własną głowę), więc widział więcej niż ktokolwiek inny. Miał ciemnoszare włosy. Ulubionym powiedzeniem Moddy’ego było: „Stała czujność!” (ang. Constant vigilance!).
W czwartej części przygód Harry’ego podszywa się pod niego Barty Crouch Jr. i udaje się do Hogwartu, żeby uczyć tam obrony przed czarną magią. W tym czasie prawdziwy Moody leżał na dnie magicznego kufra, w którym zamknął go oszust.
Śmierć
W dniu 27 lipca 1997 roku, gdy Zakon Feniksa przenosił Harry’ego z domu Dursleyów do Nory, zostali nakryci przez Voldemorta i jego śmierciożerców. Wcześniej jednak sześć osób pomagających w eskorcie zażyło eliksir wielosokowy z włosem Harry’ego, co pozwoliło zmylić Voldemorta. Mundungus (zmieniony w Harry’ego) leciał z Moodym. Czarny Pan najpierw zaatakował ich, gdyż wierzył, że Szalonooki jest najlepszą ochroną dla Harry’ego (w rzeczywistości Harry leciał z Hagridem starym motorem Syriusza). Mundungus ze strachu deportował się, a Moody został trafiony zaklęciem Voldemorta prosto w twarz. Spadł z miotły na dużej wysokości i nie miał szans na przeżycie. Wydarzenie to widzieli Bill i Fleur, którzy lecieli na testralu.
Jego magiczne oko dziwnym trafem było umieszczone w drzwiach Umbridge, która podglądała pracowników. Gdy Harry szukał horkruksa w jej gabinecie, zabrał to oko. Później w ramach symbolicznego pochówku „Szalonookiego”, Harry zakopał magiczne oko pod drzewem (oznaczonym wyrytym na pniu krzyżem) znajdującym się w lesie nieopodal miejsca, gdzie rozgrywały się Mistrzostwa Świata w Quidditchu. Ciała Moody’ego nie odnaleziono.

### Sturgis Podmore
Sturgis Podmore – członek Zakonu Feniksa. Został zesłany do Azkabanu za próbę włamania się do Ministerstwa Magii pod wpływem Imperiusa rzuconego przez Lucjusza Malfoya. Sturgis pod wpływem zaklęcia miał dostać się do Departamentu Tajemnic i ukraść przepowiednię dotyczącą Voldemorta i Harry’ego Pottera.

### James Potter
James „Rogacz” Potter (27 marca 1960 – 31 października 1981) – ojciec Harry’ego i mąż Lily Potter z domu Evans.
Uczęszczał do Hogwartu w latach 1971–1978. Miał duże, orzechowe oczy, czarne włosy, które nieustannie mierzwił oraz nosił okulary (wadę wzroku odziedziczył po nim Harry). Był jedynakiem – jego rodzice, Euphemia i Fleamont, byli już starzy, uważali go za swój największy skarb, więc okropnie go rozpieszczali. James rozpoczął naukę w Hogwarcie w 1971 roku, Tiara Przydziału przydzieliła go do Gryffindoru. Jego najlepszymi przyjaciółmi byli Syriusz Black, Remus Lupin oraz Peter Pettigrew, z którymi to tworzył paczkę przyjaciół zwaną Huncwotami. Wynaleźli razem Mapę Huncwotów, uwielbiali też robić dowcipy i łamać zasady. Kiedy trójka przyjaciół odkryła, że Lupin jest wilkołakiem, postanowili zostać nielegalnymi animagami. James zamieniał się w jelenia (dzięki czemu miał pseudonim Rogacz), Syriusz – psa, a Peter w szczura. Dzięki temu cała trójka mogła towarzyszyć Remusowi w najtrudniejszych dla niego chwilach.
Mimo upodobań do łamania zasad Potter był dobrym uczniem. Wcale nie przykładał się do nauki, bo ta przychodziła mu niezwykle łatwo. Miał duże ambicje. Był utalentowanym graczem w drużynie Quidditcha Gryffindoru. W filmie Harry Potter i Kamień Filozoficzny przedstawiony był jako szukający, jednak Rowling ujawniła w wywiadzie, że był ścigającym.
Żywił ogromne uczucie do Lily Evans. Ciągle popisywał się przed nią i nagadywał o randki, jednak ta nie była nim zainteresowana. Szczególnie denerwowało ją znęcanie się Jamesa nad Severusem Sn, uważała takie zachowanie za niedojrzałe. Dopiero na 7 roku Lily uznała, że dojrzał i umówiła się z nim. Potem zaczęli ze sobą chodzić, a wkrótce potem pobrali się. Jak powiedziała Rowling, James dostał ogromny spadek od bogatych rodziców, więc nie musiał mieć dobrze płatnej pracy.
James wraz z Lily i Harrym musieli ukrywać się przed Voldemortem, zamieszkali w Dolinie Godryka. Tydzień przed ich śmiercią Albus Dumbledore zasugerował, aby to on był ich Strażnikiem Tajemnicy. James jednak chciał, żeby to Syriusz był ich strażnikiem. Black pomyślał, że Voldemort domyśli się, iż to on jest Strażnikiem, więc zaproponował, aby Glizdogon nim został, bo nikt nie powinien go podejrzewać. Ostatecznie zaszczytu dostąpił Pettigrew. Tchórzliwy Peter wyjawił wszystko Voldemortowi, więc w mieszkaniu Potterów pojawił się nieproszony gość. James zginął pierwszy, broniąc Lily i Harry’ego.
W 7 tomie pojawia się jako zjawa wraz z Lupinem, Lily i Syriuszem. Harry wezwał ich dzięki Kamieniowi Wskrzeszenia, który był ukryty w złotym zniczu, tego którego chłopak „złapał” (prawie go połknął) na pierwszym meczu Quidditcha.

### Lily Potter z domu Evans
Lily Potter z domu Evans (30 stycznia 1960 – 31 października 1981) – matka Harry’ego Pottera, żona Jamesa Pottera oraz siostra Petunii Dursley. Pochodziła z mugolskiej rodziny. Uczęszczała do Hogwartu w tych samych latach, co Huncwoci.
W 1971 rozpoczęła naukę w Szkole Magii i Czarodziejstwa Hogwart. Przydzielona została przez Tiarę Przydziału do Gryffindoru. Uchodziła za niezwykle utalentowaną uczennicę. Była wyjątkowo dobra z zaklęć i eliksirów. Miała długie, ciemnorude (kasztanowe) włosy i jasnozielone oczy w kształcie migdałów, których to kolor Harry odziedziczył. Początkowo niechętnie odnosiła się do Jamesa – uznawała go za „zarozumiałego palanta”. Z czasem stosunki między nimi ociepliły się. Jamesowi udało się namówić ją do randki. Po pewnym czasie zaczęli ze sobą chodzić. Lily ukończyła szkołę w 1978. W 1980 roku urodziła syna – Harry’ego. Razem z mężem należała do Zakonu Feniksa.
Gdy Lily wraz z Jamesem i Harrym musieli ukrywać się przed Voldemortem, zamieszkali w Dolinie Godryka. Tydzień przed ich śmiercią Albus Dumbledore zasugerował, aby to on był ich Strażnikiem Tajemnicy za pomocą zaklęcia Fideliusa. James jednak chciał, żeby to Syriusz był ich strażnikiem. Black pomyślał, że Voldemort domyśli się, iż to on jest Strażnikiem, więc zaproponował, aby Glizdogon nim pozostał, bo nikt nie powinien go podejrzewać. Ostatecznie zaszczytu dostąpił Pettigrew. Tchórzliwy Peter wyjawił wszystko Voldemortowi, więc w mieszkaniu Potterów pojawił się nieproszony gość.
Zginęła 31 października 1981 roku, po swym mężu – Jamesie, z rąk Voldemorta, broniąc Harry’ego. Oddając życie za swoje dziecko zapewniła mu najpotężniejszą ochronę jaką tylko mogła – siłę miłości. Klątwa Avada Kedavra rzucona na niemowlę „odbiła się” od Harry’ego i pozbawiła ciała oraz mocy czarnoksiężnika, który ją rzucił – Voldemorta. Jak później wyjaśniono, kawałek jego duszy który wzbił się ze zwłok Voldemorta wniknął do ciała jedynej żywej osoby w tamtym pokoju, Harry’ego Pottera. I dlatego blizna, która pozostała po „Morderczym Zaklęciu” tak go piekła, gdy w pobliżu był Voldemort.
Była ulubienicą profesora Slughorna, należała do tzw. Klubu Ślimaka. Gdy Slughorn mówił, że powinna być w Slytherinie (domu, którego był wtedy opiekunem), jak sam mówił po latach „otrzymywał bardzo zuchwałe odpowiedzi”.
W 7. tomie okazuje się, że już w dzieciństwie znała się z Severusem Snape’em. To on pierwszy zauważył, że jest czarownicą i opowiedział jej o magicznym świecie. Szybko zostali przyjaciółmi i byli nimi również w Hogwarcie, mimo że trafili do skrajnie różnych Domów w Hogwarcie (Lily do Gryffindoru, Severus do Slytherinu). Dopiero później więzi między nimi ulegały rozluźnieniu, w związku ze znajomością Severusa ze śmierciożercami oraz Lily z Jamesem Potterem. Lily ostatecznie zrywa przyjaźń z Severusem po SUMach (Standardowych Umiejętnośćach Magicznych) z Obrony Przed Czarną Magią, gdy ten zaatakowany przez Pottera nazywa Lily szlamą. Dziewczyna nie potrafiła mu tego wybaczyć mimo szczerych przeprosin i próśb Severusa.
W tej części też pojawia się jako zjawa wraz z Lupinem, Jamesem i Syriuszem. Harry wezwał ich dzięki Kamieniowi Wskrzeszenia.

### Fabian i Gideon Prewett
Fabian Prewett i Gideon Prewett – bracia Molly Weasley zabici podczas pierwszej wojny czarodziejów. Potrzebowano aż pięciu śmierciożerców by ich zabić (zabił ich obu Antonin Dołohow). Molly dała Harry’emu na jego siedemnaste urodziny zegarek Fabiana.

### Emelina Vance
Emelina Vance – należała do Zakonu Feniksa. Wraz z innymi członkami pomogła Harry’emu wydostać się z domu wujostwa. Zginęła w lecie 1996 roku w sąsiedztwie siedziby mugolskiego premiera.

### Hestia Jones
Hestia Jones – była w straży przedniej, żeby pomóc Harry’emu w wydostaniu się od Dursleyów. Eskortowała rodzinę Dursleyów w bezpieczne miejsce wraz z Dedalusem Diggle’em.

### Kingsley Shacklebolt
Kingsley Shacklebolt – auror, kolega z pracy Nimfadory Tonks. Dobrze zbudowany, czarnoskóry mężczyzna. Pracował również jako sekretarz w biurze mugolskiego premiera. Przewodniczył w śledztwie dotyczącym poszukiwania Syriusza Blacka, dzięki czemu mógł podawać ministerstwu błędny trop chroniąc tym samym Syriusza.
W ostatnim tomie pomógł Harry’emu i innym ewakuować się ze ślubu Fleur Delacour i Billa Weasleya wysyłając patronusa, który w jego wypadku przybiera postać rysia, który poinformował zebranych na tej uroczystości, że Voldemort przejął Ministerstwo Magii i śmierciożercy zbliżają się do miejsca ślubu. Walczył w Bitwie o Hogwart. Po śmierci Lorda Voldemorta został wybrany na Ministra Magii.

### Nimfadora Lupin z domu Tonks
Nimfadora „Tonks” Lupin z domu Tonks (1973 – 2 maja 1998) – w latach 1984–1991 uczęszczała do Hogwartu, należała do Hufflepuffu. Z obliczeń wynika, że jest w wieku Charliego Weasleya i była z nim na jednym roku. Jest ona metamorfomagiem, czyli osobą, która posiada zdolność zmieniania swojego wyglądu bez używania czarów lub eliksiru. Najmłodsza członkini Zakonu Feniksa. Jest śmiała i gadatliwa, dość niezdarna. Jest aurorem, czyli czarodziejem walczącym z czarnoksiężnikami. Musiała najpierw zaliczyć trzyletni kurs w Ministerstwie Magii, który ukończyła w 1994 roku. Chwaliła się Harry’emu, że podczas kursu na aurora dzięki swoim wrodzonym zdolnościom była najlepszą kursantką w dziedzinie maskowania się, choć z innymi przedmiotami miała kłopoty. Nie znosi swojego imienia, więc woli posługiwać się samym nazwiskiem. Jest córką czarownicy – Andromedy Tonks (z domu Black) oraz Teda Tonksa – czarodzieja pochodzenia mugolskiego. Preferuje rockowe brzmienie. Jest fanką zespołu Fatalne Jędze. Jej ciotkami są Narcyza Malfoy i Bellatrix Lestrange. Mimo iż Tonks wydaje się „lekkoduchem”, w obliczu niebezpieczeństwa potrafi zachować rozwagę i odwagę.
W 6 części serii ujawniony zostaje romans Tonks i Remusa Lupina. Lupin ma jednak duże wątpliwości, czy związek taki może się udać. Jest wilkołakiem i boi się, że taki związek może zaszkodzić Tonks. Z troski o nią rezygnuje jednak z jej i własnego szczęścia. Oboje popadają w lekką depresję, Tonks miewa kłopoty ze swoimi metamorfozami, Lupin staje się jeszcze bardziej niż zwykle refleksyjny. W jednym z końcowych rozdziałów książki, podczas pogrzebu Dumbledore’a trzymają się za ręce. Na początku 7 części serii dowiadujemy się, że kochankowie się pobrali. Podczas bitwy o Hogwart, Tonks ginie razem ze swym mężem, Remusem Lupinem. Na czacie z czytelnikami autorka zdradziła, że zabiła ją Bellatrix Lestrange. Tonks i Lupin pozostawiają po sobie jednak potomka Teddy’ego Remusa Lupina, którego ojcem chrzestnym jest Harry Potter.

### Ted Tonks
Ted Tonks to mąż Andromedy, ojciec Nimfadory i teść Remusa oraz dziadek syna chrzestnego Harry’ego.
W lipcu 1998 roku, wraz z żoną, pomógł Harry’emu Potterowi i Rubeusowi Hagridowi w ucieczce przed Lordem Voldemortem. W tym samym roku został zabity przez szmalcowników.

## Siedziba
Grimmauld Place 12 – adres rodowego domu Blacków. W czasie powrotu Voldemorta został siedzibą tajnego Zakonu Feniksa, którego zadaniem była walka ze śmierciożercami. Dom ten jest ukryty zaklęciem, dzięki czemu jest niedostrzegalny i nie może go dostrzec osoba niewtajemniczona. Może odnaleźć go i zobaczyć tylko osoba wtajemniczona przez osobę zwaną Strażnikiem Tajemnicy – Albusa Dumbledora. Ten trzypiętrowy dom jest bardzo duży i ponury. W przedpokoju wisi portret szalonej matki Syriusza – Walburgi Black, którego nie można odczepić od ściany (prawdopodobnie przymocowano go tam Zaklęciem Trwałego Przylepca). Ten właśnie portret zarządzał domem przez długi czas, przy pomocy równie szalonego i fanatycznie oddanego jej domowego skrzata - Stworka. Na ścianach znajdują się obcięte głowy skrzatów, które służyły w tym domu. W całym domu znajduje się mnóstwo dziwnych i niebezpiecznych artefaktów, gnieździ się też mnóstwo dzikich, magicznych stworzeń.
Na początku szóstego tomu powieści Harry Potter dowiaduje się, iż odziedziczył posiadłość przy Grimmauld Place numer 12 (w spadku po swoim zmarłym ojcu chrzestnym, Syriuszu). Początkowo wzdraga się przed przyjęciem spadku, gdyż czuje nienawiść do tego domu i Stworka, który przyczynił się do śmierci Syriusza. Ulega jednak, aby dom, wraz z jego tajemnicami i skrzatem Stworkiem nie dostał się w spadku Bellatrix Lestrange, która mogłaby w ten sposób poznać tajemnice Zakonu Feniksa. Dom nadal pozostaje Kwaterą Główną Zakonu, a Stworek zostaje wysłany na służbę do kuchni Hogwartu, gdzie nie będzie miał możliwości szkodzić działalności Zakonu.
W 7. tomie, po śmierci Dumbledora, czyli Strażnika Tajemnicy, siedzibą Zakonu staje się Nora.
Harry, Ron i Hermiona udali się na Grimmauld Place 12 w celu bezpiecznego ukrycia się, po tym jak Ministerstwo Magii zostało przejęte przez ich wroga. Na miejscu Harry odnalazł list adresowany do Syriusza od swojej matki, z którego ktoś wydarł fragment. Tam też dowiedzieli się, kim był tajemniczy „R.A.B.”. Pod koniec książki wspomnienia Snape’a pokazały Harry’emu, że to on zostawił zaginioną część listu podczas swojej wizyty na Grimmauld Place. Stworek – skrzat należący do rodu Blacków a teraz do Harry’ego, zaczął być dla nich miły po tym jak oni przynieśli mu pamiątki po jego panu, Regulusie. Sami opuścili to miejsce gdy udali się na wyprawę po jeden z horkruksów, który posiadała Umbridge. Po zabraniu Medalionu Salazara Slytherina od Umbridge, przyjaciele deportowali się z powrotem do posiadłości, ale za ramię Hermiony chwycił się Yaxley. Dziewczyna uwolniła się od mężczyzny i trójka przyjaciół teleportowała się w inne miejsce. Lokalizacja domu przy Grimmauld Place została ujawniona śmierciożercy i dom nie był już bezpieczną kryjówką.